# Eulophia odontoglossa
Eulophia odontoglossa är en orkidéart som beskrevs av Heinrich Gustav Reichenbach. Eulophia odontoglossa ingår i släktet Eulophia och familjen orkidéer. Inga underarter finns listade i Catalogue of Life.